# رامون موتا
رامون دي مورايس موتا (بالبرتغالية: Ramon de Moraes Motta‏) هو لاعب كرة قدم برازيلي في مركز الظهير الأيسر ولد في يوم 6 مايو 1988 في مدينة ايتابيميريم دي كاتشويرو في البرازيل وهو يلعب حالياً مع نادي بشكتاش وسبق له اللعب مع نادي فلامينغو ونادي كورينثيانز وفاسكو دا غاما ونادي إنترناسيونال وريال سالفادور ويبلغ طوله 173 سم ويلقب في البرازيل بغيريرو أي المقاتل.

## روابط خارجية
- رامون موتا على موقع الاتحاد الأوربي (الإنجليزية)
- رامون موتا على موقع اتحاد تركيا (لاعب) (الإنجليزية)
- رامون موتا على موقع قاعدة بيانات كرة القدم.إي يو (الإنجليزية)
- رامون موتا على موقع Soccerway.com (الإنجليزية)
- رامون موتا على موقع عالم كرة القدم.نت (الإنجليزية)
- رامون موتا على موقع AS.com (الإسبانية)